# علاقة علاجية

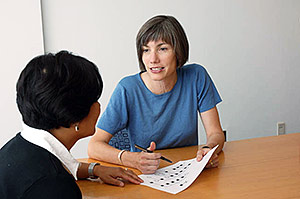

العلاقة العلاجية، التي يمكن أيضًا تسميتها التحالف العلاجي أو تحالف العامل المساعد، هي علاقة بين أحد متخصصي الرعاية الصحية والعميل - المريض -  وتهدف إلى إحداث التفاعل المناسب بين المعالج والعميل بأمل إحداث تغير لصالح العميل.

## الأبحاث
أخرج علم النفس الديناميكي الكثير من الدراسات الأولية عن هذا الموضوع، ثم قام العديد من الباحثين من مجالات أخرى بالتحقيق في هذا المجال. وجِد أنه من خلال تشخيصات المريض وإعدادات العلاج يمكن التنبؤ باحتمالية خضوعه للعلاج والانسجام معه أو عدمها.
الآن يمكن إيجاد ألف بحث عن إمكانية حساب فاعلية العلاقة العلاجية. من الشائع حدوث بعض الإكراه من جانب المعالج، وقد يحدث بشكلٍ غير مقصود.
ومن المنظور الإنساني، حدد كارل روجرز عددًا من الشروط الأساسية والكافية التي تُعتبر ضرورية لإحداث تغيير في البرنامج العلاجي، وهذه الشروط الأساسية هي؛ التطابق، والاحترام الإيجابي غير المشروط والتعاطف.
تتألف العلاقة العلاجية في التحليل النفسي من ثلاثة أقسام، تتضمن الانتقال والانتقال المقابل بالإضافة إلى العلاقة الحقيقية.